# رمله (شهر)

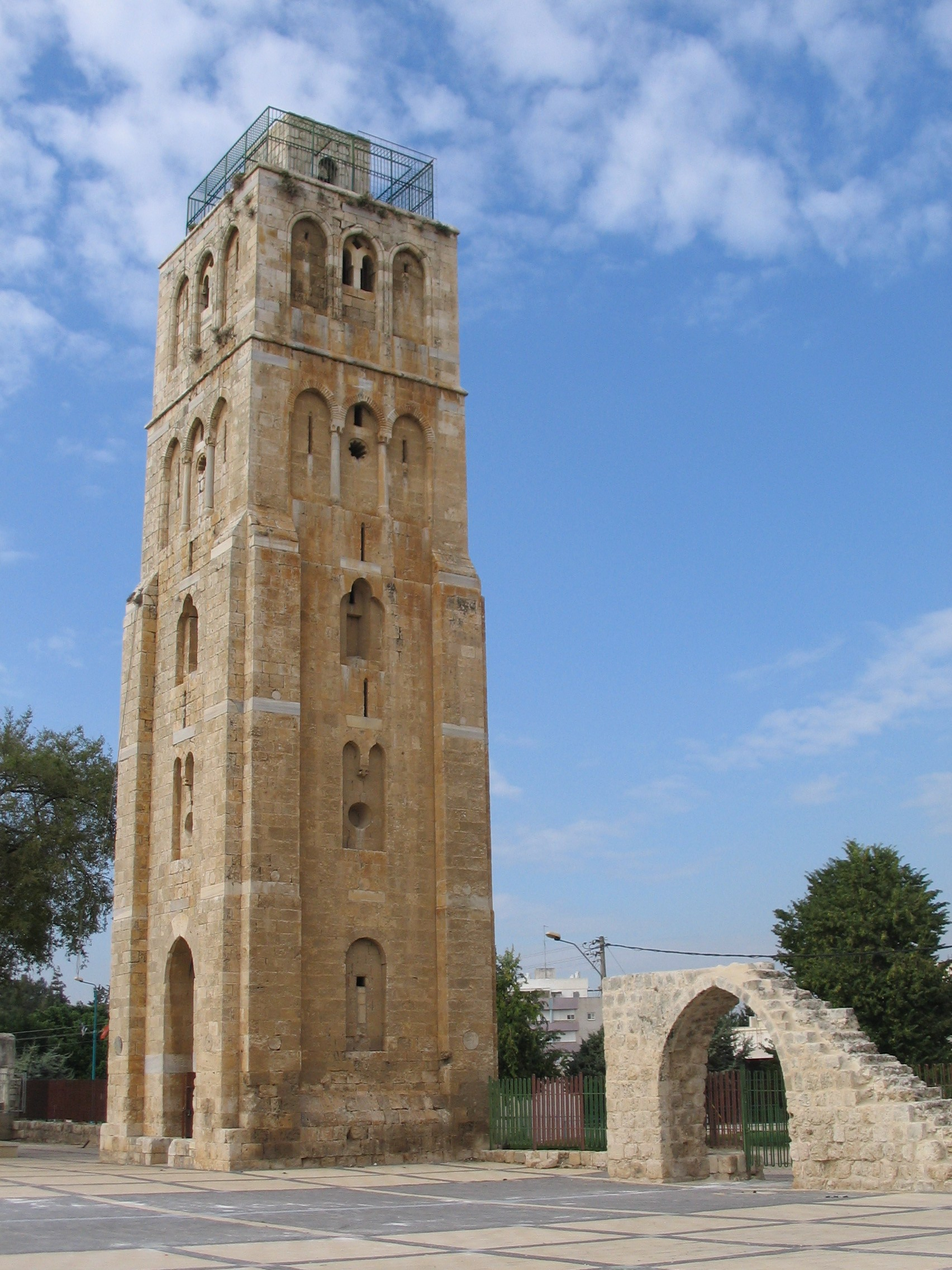
نمایی از مسجد سفید که به باور مسلمانان مقبره صالح پیامبر است.

رمله (به عبری: רמלה) (به عربی: الرَّملة) رمله و از نظر تاریخی گاهی راما، شهری در استان مرکز (اسرائیل) است. این شهر در سال ۷۱۶ میلادی به فرمان هفتمین خلیفه اموی، سلیمان بن عبدالملک به‌عنوان پایتخت اداری فلسطین ساخته شد.
از آثار مهم تاریخی شهر رمله می‌توان به مسجد سفید در شهر رمله اشاره کرد که ساخت آن به دوران حکومت امویان برمی‌گردد.
حسن قرمطی، از مهم‌ترین فرمانروایان سلسله قرمطیان در این شهر درگذشته است.